# Fotoș
Fotoș (węg. Fotosmartonos) – wieś w Rumunii, w okręgu Covasna, w gminie Ghidfalău. W 2011 roku liczyła 368 mieszkańców.